# Le Bassin du Jas de Bouffan
Le Bassin du Jas de Bouffan, ou Le Bassin, est un tableau de Paul Cézanne conservé au musée de l'Ermitage de Saint-Pétersbourg et composé vers 1876.
Il représente un bassin au Jas de Bouffan, propriété viticole provençale du père de l'artiste (banquier) acquise en 1859, près d'Aix. Cette propriété rapportait des revenus significatifs et comprenait une vaste demeure bâtie sous le règne de Louis XIV.
Cézanne s'était installé un atelier dans la demeure, qui était par ailleurs délaissée. Il trouvait son inspiration dans ce domaine auquel il était passionnément attaché. Ce tableau montre un détail du grand bassin, entouré de sculptures de dauphins et de lions, et ombragé d'arbustes en fleurs et d'arbres (dont un marronnier à droite), dans lesquels on pouvait se baigner aux beaux jours. D'autres œuvres (dont l'une conservée à la Tate Gallery de Londres) représentant ce bassin sont plus sombres et dramatiques. Celle-ci est presque impressionniste, rappelant le style de Pissarro, à Pontoise, avec des couleurs claires et chaudes.
Ce tableau faisait partie de la collection d'Otto Krebs à Holzdorf. Il a été saisi par l'Armée rouge à la fin de la Seconde Guerre mondiale en réparation des dommages de guerre et figure depuis au musée de l'Ermitage.

## Expositions
- 1899-1900, Paris, exposition centennale de l'art français, no 88
- 1914, Brême, Internationale Ausstellung, Kunsthalle, no 74
- 1926, Paris, rétrospective Paul Cézanne, galerie Bernheim-Jeune, no 44
- 1995, Saint-Pétersbourg, exposition « La Peinture française des XIXe et XXe siècles de l'Ermitage issue des collections privées d'Allemagne »